# Недава, Олег Анатольевич
Олег Анатольевич Недава (родился 26 октября 1969 года, в Макеевке) — украинский политический деятель.
25 декабря 2018 года включён в санкционный список России.

## Биография

### Образование
1986—1991 Донецкий институт советской торговли, специализация: товароведение и организация торговли; 2004—2006 Донецкий национальный университет, специализация: право; 2011—2013 Ивано-Франковский национальный технический университет нефти и газа, специализация: экономика предприятия; 2011—2013 — Государственная экологическая академия последипломного образования и управления, специализация: экология и охрана окружающей среды.

### Трудовая деятельность
- 1988 — 1989 — служба в армии (ракетные войска стратегического назначения).
- 1990 — 1992 — экспедитор, начальник участка, ОРЗ ВО «Орджоникидзе-уголь», Донецкая область.
- 1992 — 1992 — заместитель директора, Малое страховое предприятие «Енакиево — АСКО», Донецкая область.
- 1992 — 1998 — директор, Енакиевское представительство латвийского представительства Холдинга фирмы «Балтия», Донецкая область.
- * 1999 — 2003 — Председатель Правления, заместитель директора по внешнеэкономическим связям, заместитель директора по маркетингу и внешнеэкономическим связям, заместитель директора по экономическим вопросам заводоуправления, ЗАО «Енакиевский коксохимпром», г. Енакиево, Донецкая область.
- 2003 — 2007 — директор ЗАО Центральная обогатительная фабрика «Углегорская», г. Углегорск, Донецкая область.
- 2007 — 2012 — директор по внешнеэкономической деятельности, ООО «Объединенная грузо-транспортная компания», г. Енакиево, Донецкая область.
- 2012 — 2014 — директор по внешнеэкономической деятельности, ООО «Карпатыбудинвест».
- 26 октября 2014 года на внеочередных выборах народных депутатов Украины был избран народным депутатом Украины.

### Политическая деятельность
Народный депутат Верховной Рады Украины 8-го созыва. На парламентских выборах баллотировался по одномандатному избирательному округу № 53 (Донецкая обл.) в качестве самовыдвиженца, прошел в Раду, набрав 63,63 % голосов избирателей.
Заместитель председателя Комитета Верховной Рады Украины по вопросам экологической политики, природопользования и ликвидации последствий Чернобыльской катастрофы.

### Общественная деятельность
- 2006 — 2010 — депутат Енакиевского городского совета V созыва.
- 2013 — 2015 — председатель Попечительского совета общественного союза «Программа содействия возрождению и интеграции Востока Украины „Донбасс“».
- 2013 — 2015 — сопредседатель Национального форума «Обращение с отходами в Украине: законодательство, экономика, технологии».
- 2014 — 2015 — член Координационного совета проекта ПРООН/ГЭФ «Интеграция положений Конвенции Рио в национальную политику Украины».
- 2015 — координатор природоохранных законодательных инициатив Всеукраинской экологической лиги.
- 2015 — член инициативной группы по формированию Национальной платформы «Цели устойчивого развития Украины».

## Семья
Женат. Жена — Недава (Зайцева) Ирина Геннадьевна, 1969 года, дочери — Анастасия (1990 г.р.) и Дарья (2001 г.р.).